# Alansmia laxa
Alansmia laxa là một loài dương xỉ trong họ Polypodiaceae. Loài này được C. Presl Moguel & M. Kessler mô tả khoa học đầu tiên năm 2011.